# Mosquée centrale d'Édimbourg
La Mosquée centrale d'Édimbourg est une mosquée située à Édimbourg en Écosse.
Elle a été inaugurée en 1998 et a une capacité d'accueil de 1 250 personnes.